# UTC-2:30

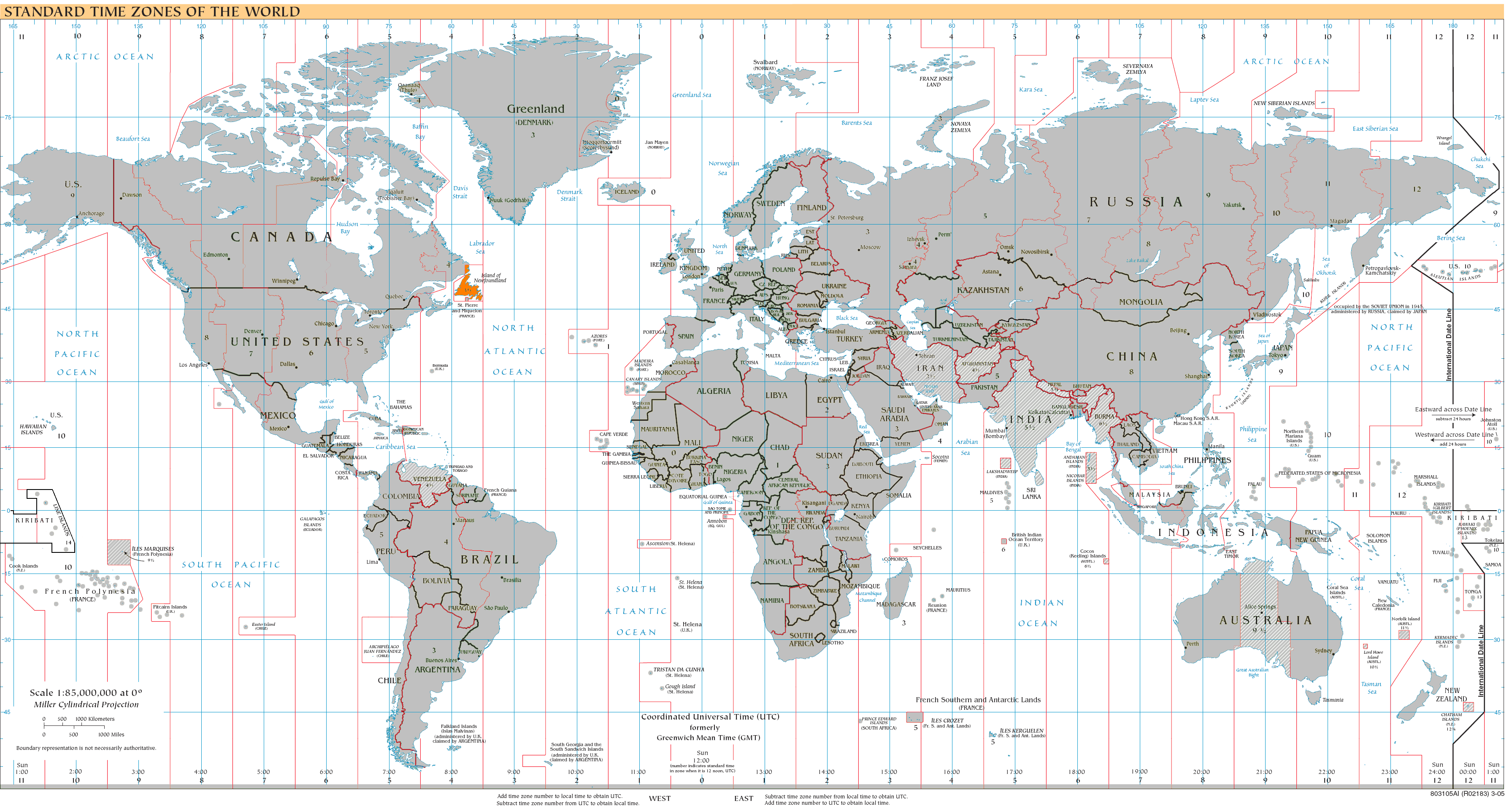
UTC-2:30: 橙-6月前後に適用

UTC-2:30とは、協定世界時を2時間30分遅らせた標準時である。

## 該当地域
- カナダ
  - ニューファンドランド夏時間 - NDT

## 歴史
1988年4月に+2時間の夏時間 UTC-1:30 が実施されたが、翌年の夏からまたこれまで通り UTC-2:30 の夏時間に戻った。